# Куканов Нікіта Олександрович
Нікіта Олександрович Куканов (нар. 8 вересня 2002, Луганськ, Україна) — український футболіст, лівий півзахисник «Краматорська».

## Життєпис
Народився в Луганську. У ДЮФЛУ з 2018 оп 2019 рік виступав за маріупольську «Олімпію-Азовсталь», а з 2019 року виступає за «Краматорськ».
З літа 2021 року почав тренуватися з першою командою краматорчан. У дорослому футболі дебютував 6 жовтня 2020 року в програному (0:1) домашньому поєдинку 5-го туру Першої ліги України проти «Миколаєва». Нікіта вийшов на поле на 46-й хвилині, замінивши Олександра Чебаненка. У сезоні 2020/21 років зіграв 6 матчів у Першій лізі України.